# Rouleina livida
Rouleina livida är en fiskart som först beskrevs av Brauer, 1906.  Rouleina livida ingår i släktet Rouleina och familjen Alepocephalidae. Inga underarter finns listade i Catalogue of Life.